# ココロヲ・動かす・映画館〇
ココロヲ・動かす・映画館〇（こころを うごかす えいがかん まる 、Cocomaru Theater.）は、東京都武蔵野市吉祥寺本町に所在していた多目的映画館。単館系作品の上映のほか、2階・3階にカフェ施設を備え、各種映画イベント、ゲームイベントを開催していた。ココロヲ・動かす・映画社 ◯（デジタルワークスエンタテインメント）が運営。総支配人は樋口義男。公式略称は「ココマルシアター」。

## 概要

ココロヲ・動かす・映画館〇

吉祥寺バウスシアター閉館を受けて、吉祥寺の新たなミニシアター系文化発信基地を目指して2017年4月15日にプレオープン。
前日の14日には武蔵野公会堂でオープン記念前夜祭を開催、総支配人の樋口義男とバウスシアター元支配人の本田拓夫のトークショーも行った。
独特の館名は映画の醍醐味を表現しており、末尾の「〇（まる）」は「ちょっとうれしい感じ」を表している。
「いい作品との出会い、感動の出会い、人との出会いをコンセプト」としていた。

## 歴史

ココロヲ・動かす・映画館〇

2017年4月15日にプレオープンしたが、手作りの味にこだわった内装工事が間に合わず、翌日から休業となる。そのため、休業となった日以降のチケットを持つ観客に対して返金を行った。その後も空調設備不備などを理由に、正式開業の日程を7回ほど延期した末、プレオープンから半年後の10月21日に正式オープンに至る。
しかしながら、2019年8月30日に後述の事情を背景として休館に至る。その後、9月4日から一旦は再開したものの、その前日に9月11日をもって閉館することを公式サイト上で発表した。
運営側当初の発表では3スクリーンを有し、1階は通常の映画館、2階は飲食しながら映画やライブを楽しむスペース（ともに50席～60席前後の予定）、3階はVRシアターのほか映画に関連した展示やイベントを開催するスペースにする予定だった。しかし、正式オープン時には、1階に映画館、2階にはカフェを兼ねる上映スペース、3階はカフェスペースのみの構成となった。
2019年10月16日、2階部分に関して避難用の出口が1つしか無いなど安全面の基準を満たしておらず、東京都から映画館としての営業許可が下りないまま営業を続けたとして、興行場法違反（無許可営業）で会社代表と法人が書類送検された。
2階部分については映画館としての許可が得られなかったため、飲食店としての許可を得て、飲食しながら映画やライブを楽しむスペースとして営業していた。
しかしながら消防による2018年11月の立ち入り検査の際など、客から入場料を得て映画を上映していた点、上映時にはスペースを暗くして音も大きくしていた点、椅子の大半がスクリーンに向いていた点などから、実質的に2階も映画館であると判断していた。さらに、保健所などからも57回にわたる指導があったとされるが、運営会社側はこれらに対し、有効な対応を行っていなかったという。
閉館後の跡地は2020年12月20日よりコンビニエンスストア「ファミリーマート 吉祥寺本町一丁目店」となっており、2階部分もイートインフロアとなっていたが、2022年6月末に閉店している。